# Białogrzybówka igłowa
Białogrzybówka igłowa (Hemimycena gracilis (Quél.) Singer) – gatunek grzybów z rodziny grzybówkowatych (Mycenaceae). 

## Systematyka i nazewnictwo
Pozycja w klasyfikacji według Index Fungorum: Hemimycena, Mycenaceae, Agaricales, Agaricomycetidae, Agaricomycetes, Agaricomycotina, Basidiomycota, Fungi.
Po raz pierwszy takson ten zdiagnozował Lucien Quélet w 1881 r. jako Omphalia gracilis, do rodzaju Hemimycena przeniósł go Rolf Singer w 1943 r. Niektóre synonimy naukowe:

- Delicatula gracilis (Quél.) Kühner & Romagn.
- Marasmiellus gracilis (Quél.) Singer
- Mycena gracilis (Quél.) Kühner
- Omphalia gracilis Quél.
- Trogia gracilis (Quél.) Dörfelt

Polską nazwę nadał Władysław Wojewoda w 2003.

## Morfologia
Kapelusz
Średnica 5–8 mm, kształt półkulisty lub wypukły. Środek lekko załamany lub z garbkiem. Brzeg nieco karbowany. Jest higrofaniczny, promieniście prążkowany niemal do środka. Powierzchnia biała, drobno owłosiona.  
Blaszki
Rzadkie, nieco zbiegające, dobrze rozwinięte, białe, drobno owłosione. 
Trzon
Wysokość 20–35 mm, grubość 0,5–1 mm, nitkowaty. Powierzchnia niemal naga (drobne włoski tylko w górnej części), biała. 
Cechy mikroskopowe
Zarodniki cylindryczne o rozmiarach 10,8–13,8 × 2,7–3 μm, cienkościenne, szkliste. Podstawki o rozmiarach  20–25 × 7–8 μm, 4–zarodnikowe, wąsko zgrubiałe. Cheilocystydy o rozmiarach 20–33 × 4–7 μm, wąskozgrubiałe, cylindryczne, wrzecionowate lub nieregularne,  cienkościenne i bezbarwne. Pleurocystyd brak. Kaulocystydy o rozmiarach 13–20 × 3–5,5 μm, zmienne w kształcie, nieregularne lub wrzecionowate, często z naroślami, bezbarwne, lekko grubościenne, czasem z kapturkiem śluzowym na wierzchołku. Strzępki zewnętrznej warstwy owocnika promieniście ułożone, bezbarwne, cienkościenne, cylindryczne, o szerokości 4–8 mikrometrów, z licznymi, szerokimi i rozgałęzionymi naroślami oraz cystydiolami o długości 3–15 μm  i szerokości 3,5  μm. Na strzępkach występują sprzążki.

## Występowanie i siedlisko
Występowanie tego gatunku opisano tylko w Europie i Ameryce Północnej. W Polsce występuje w górskich lasach iglastych i mieszanych.
Saprotrof. Rozwija się w miejscach wilgotnych, wśród mchów, na resztkach organicznych, często na igłach drzew leżących wśród mchów, głównie pod świerkami i jodłami  Owocniki wytwarza od maja do września.

## Gatunki podobne
W Polsce występuje około 10 podobnych gatunków białogrzybówek. Względnie łatwo można odróżnic tylko białogrzybówkę gipsową (Hemimycena cucullata), gdyż jest największa wśród wszystkich (kapelusz o średnicy do 3 cm) i ma gęste blaszki. Wszystkie pozostałe są drobne (kapelusz o średnicy poniżej 1,5 cm). Pomocne w rozróżnieniu gatunków może być miejsce ich występowania, niektóre da się odróżnić po cechach budowy widocznych gołym okiem, czasami jednak niezbędne jest badanie mikroskopowe.